# Chemin de fer des Rhodopes
Le chemin de fer des Rhodopes est la dernière ligne à voie étroite (en bulgare теснолинейка, tesnolinejka) exploitée par la compagnie d’État des chemins de fer bulgares BDŽ (Български държавни железници/Bălgarski dăržavni železnici). La question de la survie de cette dernière ligne est depuis longtemps en débat en Bulgarie. En mars 2004, la société ferroviaire allemande Deutsche Bahn avait déclaré être intéressée par la reprise de la ligne, mais ce projet n'a pas abouti. Son écartement est de 760 mm. La direction de la société chargée de la gestion des infrastructures ferroviaires bulgares (NKŽI) a évoqué en décembre 2008 l'éventualité d'une fermeture de la ligne.

## Situation
Elle est située dans le sud-ouest du pays, dans les oblasti de Pazardžik et de Blagoevgrad, pour l’essentiel dans la partie la plus occidentale du massif des Rhodopes. Elle relie la ville de Septemvri (à 100 km environ à l’est de Sofia, près du piémont nord des Rhodopes, sur la ligne Sofia-Plovdiv) et la ville de Dobrinište (au nord du massif du Pirin), en passant par Velingrad et Bansko. La ligne est orientée nord-est/sud-ouest et emprunte tout d'abord la vallée de la Čepinska jusqu'à Velingrad et Jundola (le long du massif rhodopéen d'Alabak), puis traverse le seuil de Jundola et emprunte la haute vallée de la Mesta entre les Rhodopes et le Rila avant d'aboutir au nord du Pirin.

## Caractéristiques
Le matériel utilisé pour les voies provient surtout d'Angleterre et de Belgique et a été récupéré sur d'anciennes lignes construites au XIXe siècle. Sa longueur totale est de 122,6 km, dont 16,6 km pour la ligne Pazardžik-Varvara, fermée en 2003. Le trajet entre Septemvri et Dobrinište dure environ 5 heures.
En raison de son tracé de montagne, le chemin de fer des Rhodopes est parfois comparé à des lignes comparables des Alpes et pour cette raison surnommé chemin de fer rhétique des Balkans. Cependant, à la différence de la ligne suisse avec laquelle on le compare, le chemin de fer des Rhodopes n’est pas électrifié et ses motrices son exclusivement des locomotives diesel. Celles-ci sont de fabrication roumaine. Une locomotive à vapeur est également disponible sur demande pour des groupes touristiques : il s'agit d'une locomotive de fabrication polonaise Fablok mise en service en 1949-1950. Il y a quatre trains par jour dans chacune des directions.
La gare d’Avramovo, qui se trouve à peu près à mi-chemin sur la ligne, est la plus haute gare des Balkans : 1 267,4 m d'altitude.

## Historique
La construction a commencé en 1921. Cinq ans plus tard, le 1er août 1926, le premier tronçon a été mis en exploitation. Le point de départ était la gare de Saranbey (depuis 1949 : Septemvri). La ligne passait ensuite par les stations de Varvara, Mineralni bani (aujourd’hui Marko Nikolov), Dorkovo (aujourd’hui Cepina), Bakărdžijski han (plus tard rebaptisée en Milevi skali, puis supprimée), Korova (aujourd’hui Dolene), Drjanov dol (aujourd’hui fermée), Kostandovo et s’achevait à la gare de Lădžene (aujourd’hui Velingrad).
Le 3 juillet 1927 fut ouvert le deuxième tronçon, reliant Lădžene (Velingrad) à Čepino banja (aujourd’hui Velingrad-sud).
La ville de Pazardžik étant jusqu’alors restée à l’écart des nœuds ferroviaires Plovdiv-Panagjurište, Kričim-Peštera et Saranbey, la population s’adressa au gouvernement bulgare et obtint la construction d’une liaison ferroviaire allant de Pazardžik à Varvara et, à partir de cette ville, fut reliée à la ligne en construction entre Saranjovo et Lădžene (qui fut plus tard prolongée jusqu’à Dobrinište). Cette bifurcation fut mise en exploitation le 27 octobre 1928.
Le tronçon allant de Čepino banja à Jakoruda fut inauguré le 12 décembre 1937, le tronçon Jakoruda-Belica le 30 juin 1939, le tronçon Belica-Bansko le 3 mars 1943, enfin le dernier tronçon, reliant Bansko à Dobrinište, le 9 décembre 1945,.
Le projet initial prévoyait que la ligne relie Saranbey à Nevrokop et Dráma en Grèce. Une bifurcation devait en outre assurer la liaison vers Batak. Mais aucun de ces deux tronçons ne fut réalisé.

## Tourisme
Le chemin de fer des Rhodopes étant la seule ligne à voie étroite de Bulgarie, il présente un intérêt touristique tant pour les Bulgares que pour les étrangers. Des voyages organisés viennent souvent dans la région spécialement pour emprunter la ligne. La société bulgare des chemins de fer (BDŽ) dispose de plusieurs locomotives à écartement de 760 mm. La plupart d’entre elles ont cependant besoin d’une rénovation, qui n’a pas eu lieu jusqu’à présent faute de moyens financiers.
Cependant, la ligne n’est pas du tout consacrée de façon exclusive au tourisme : les habitants les moins riches de cette région déshéritée continuent à l’utiliser comme moyen de transport entre les villages.

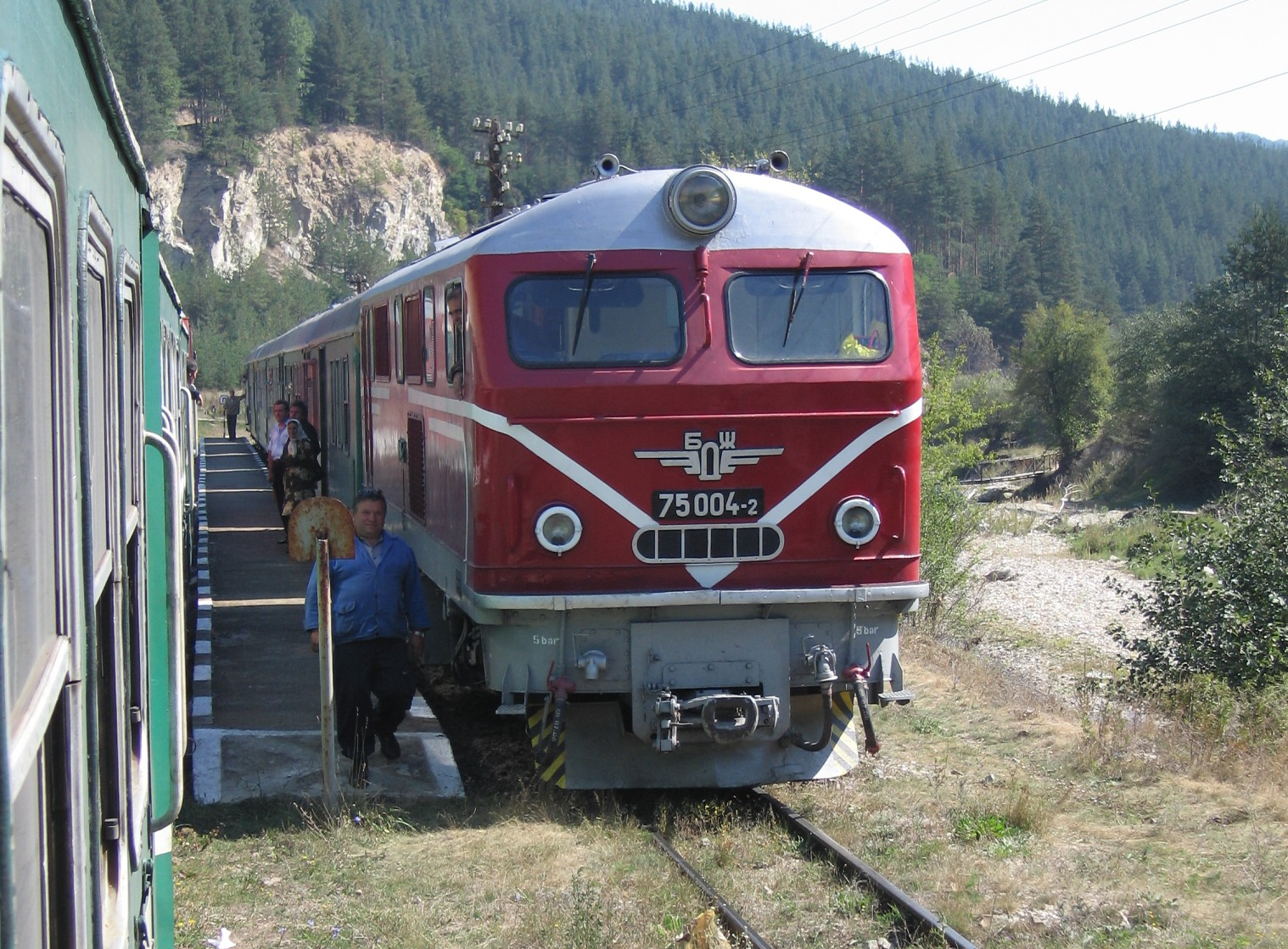
Locomotive diesel du chemin de fer des Rhodopes
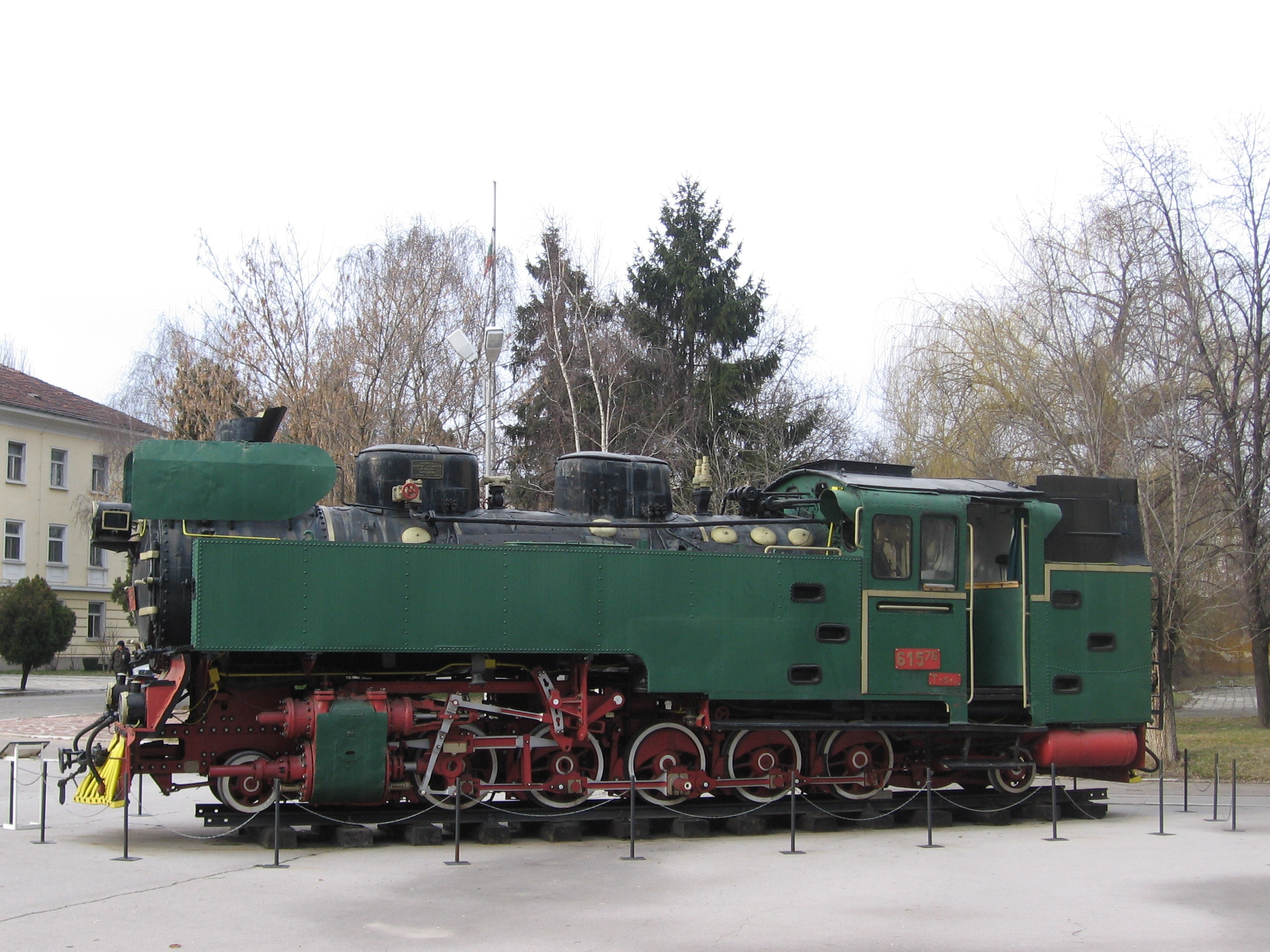
Locomotive à vapeur du chemin de fer des Rhodopes sur le site de l’École supérieure des transports Todor Kableškov à Sofia
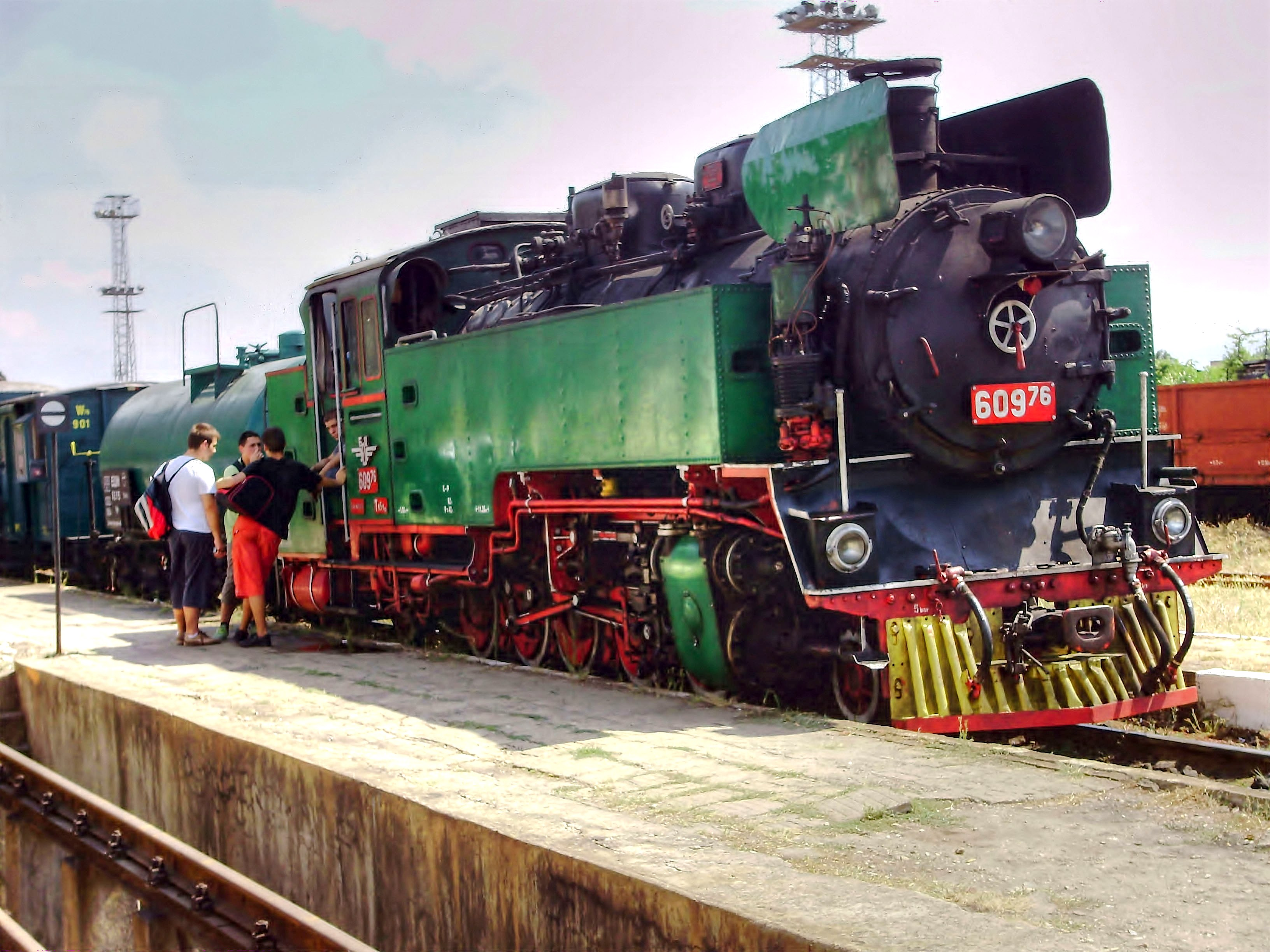
Locomotive 609.76
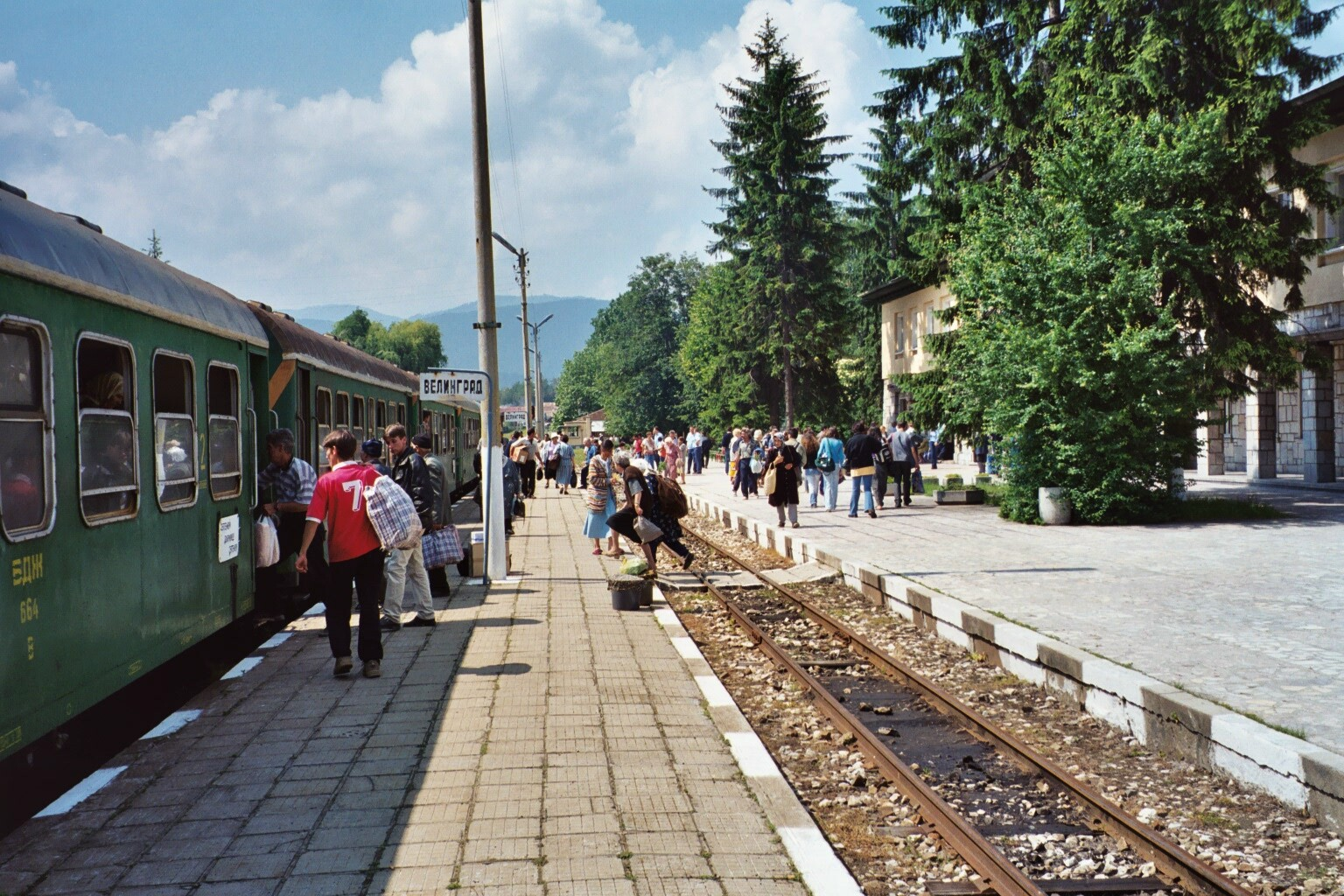
Gare de Velingrad
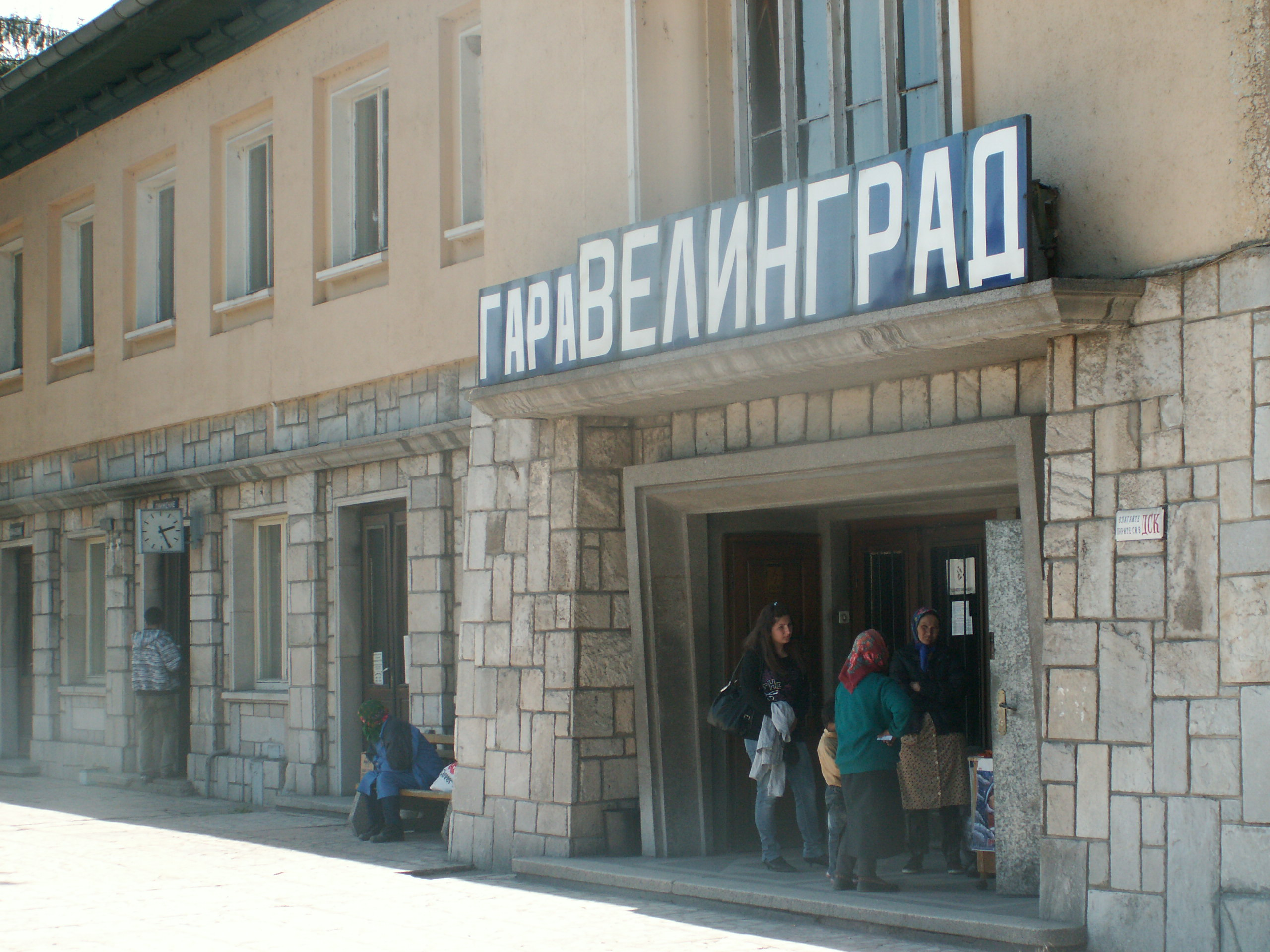
Gare de Velingrad (Pâques 2010)
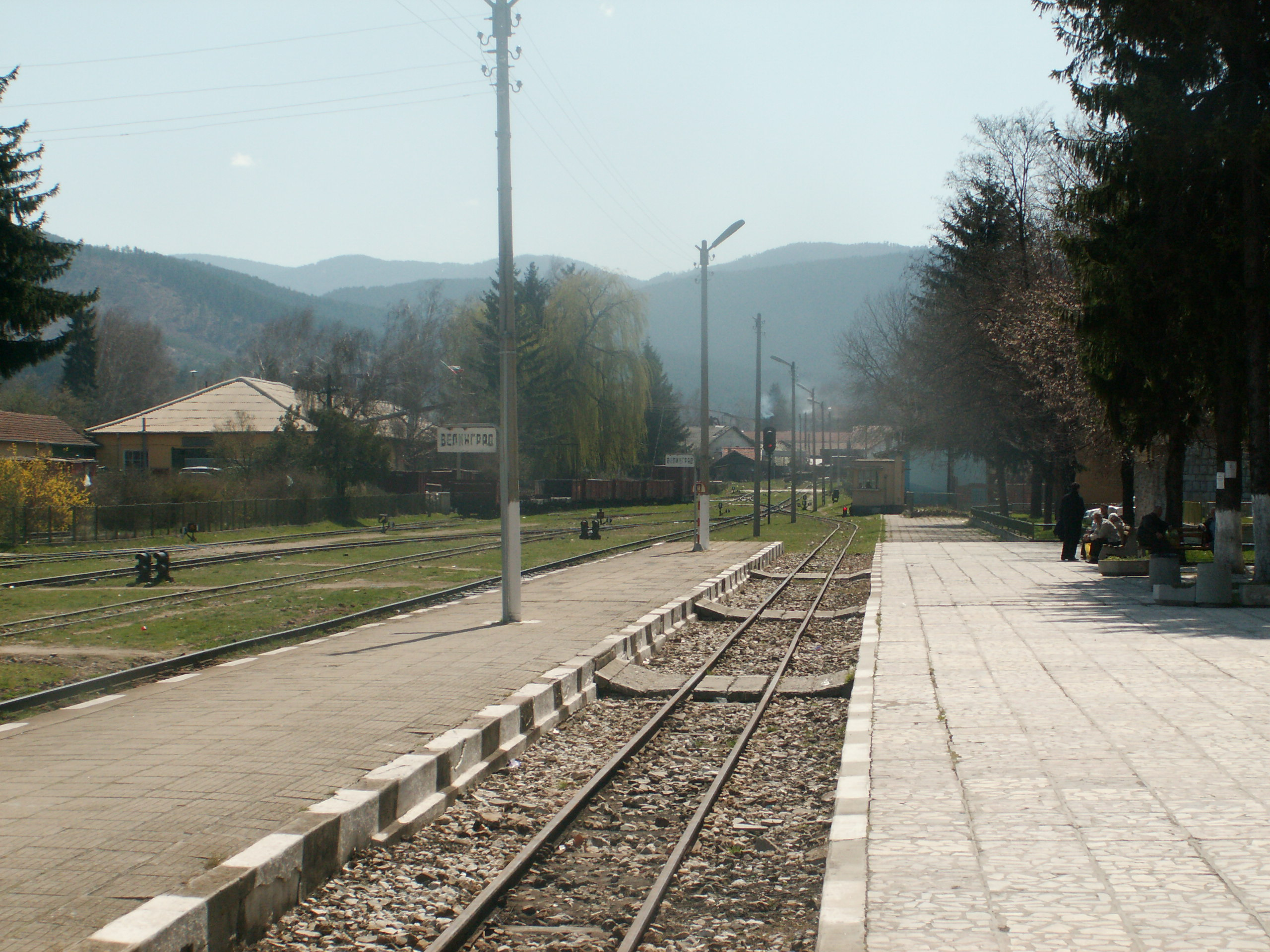
Quai de la gare de Velingrad
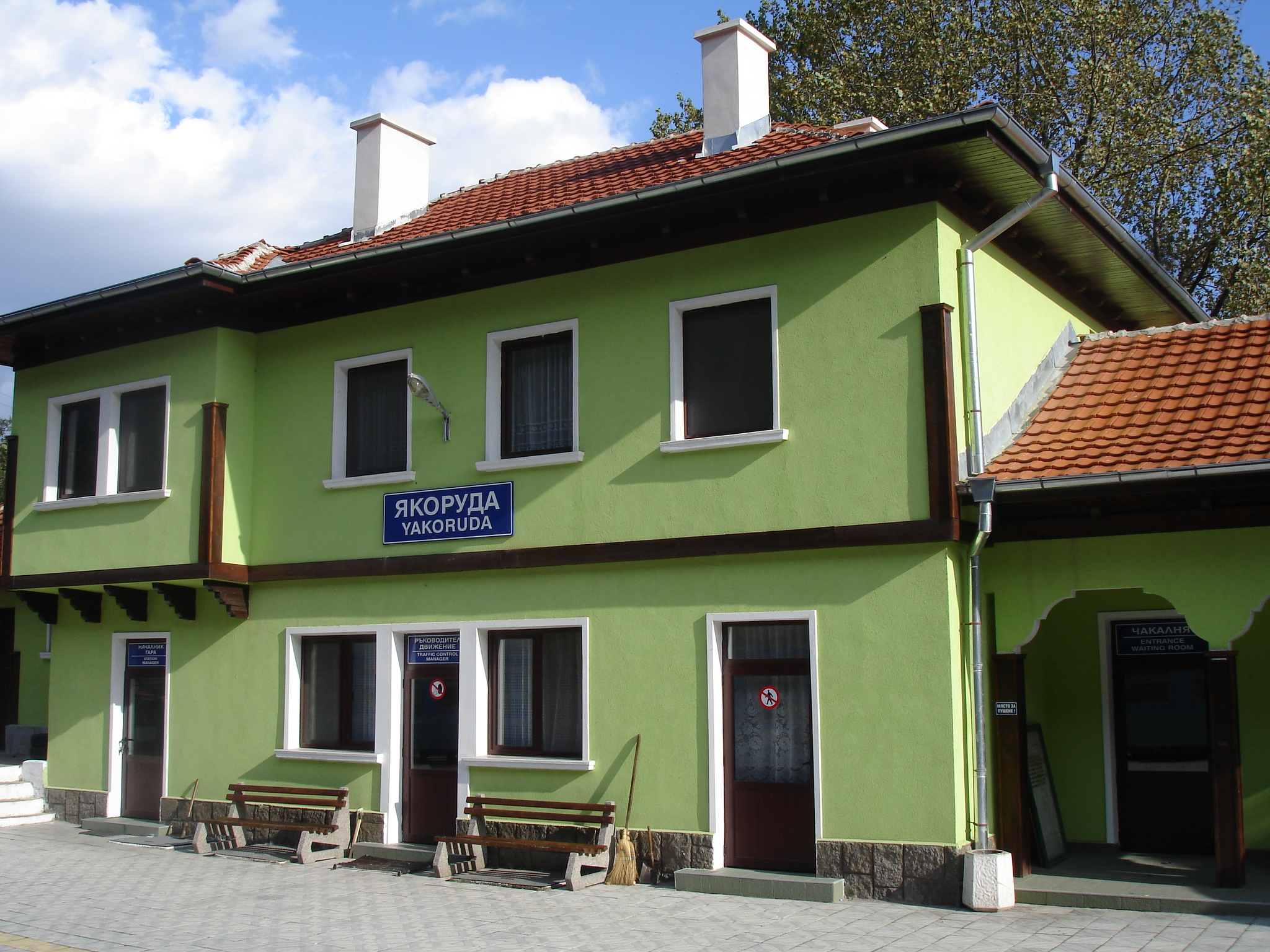
Gare de Jakoruda
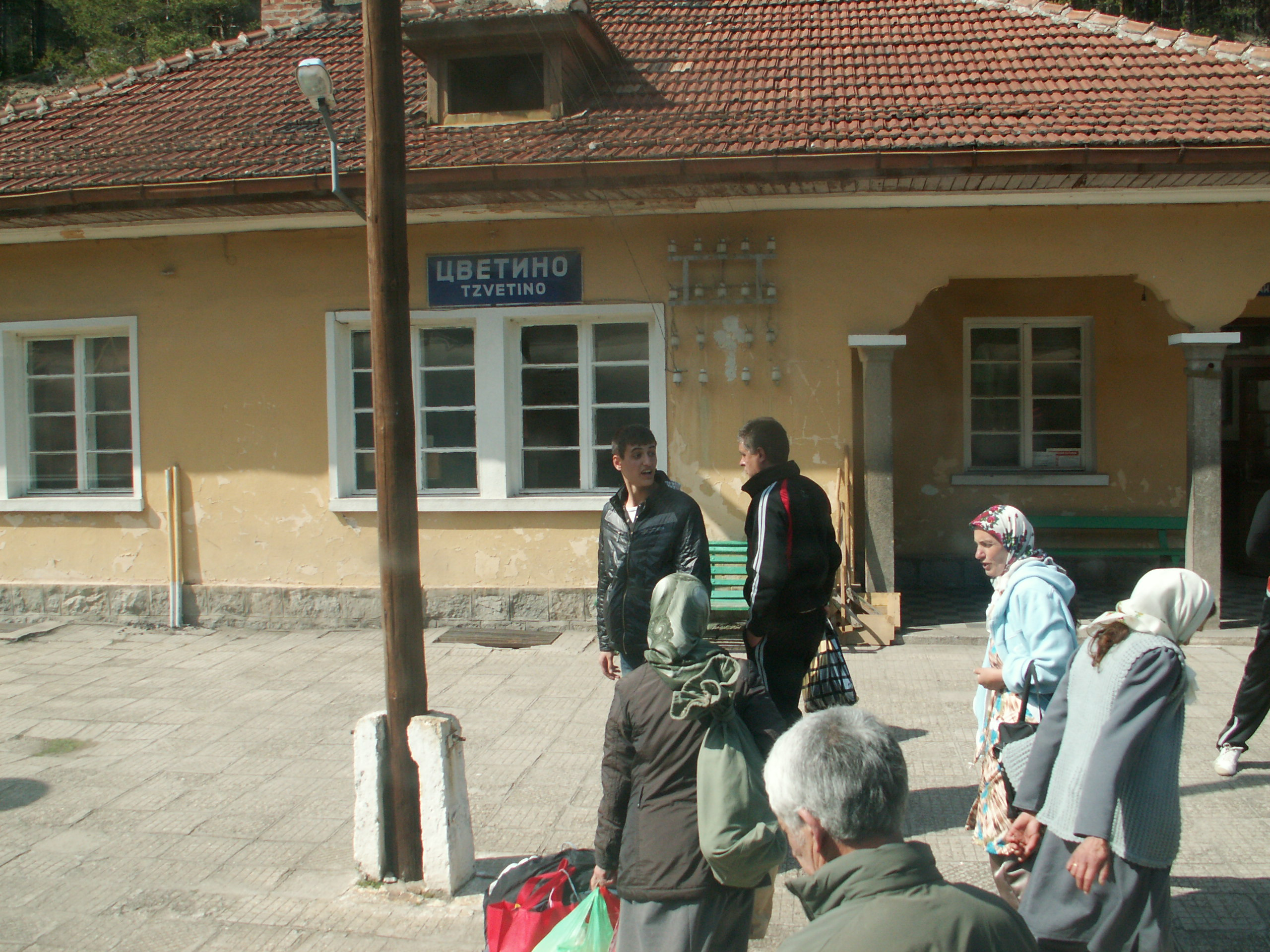
Scène devant la gare de Cvetino
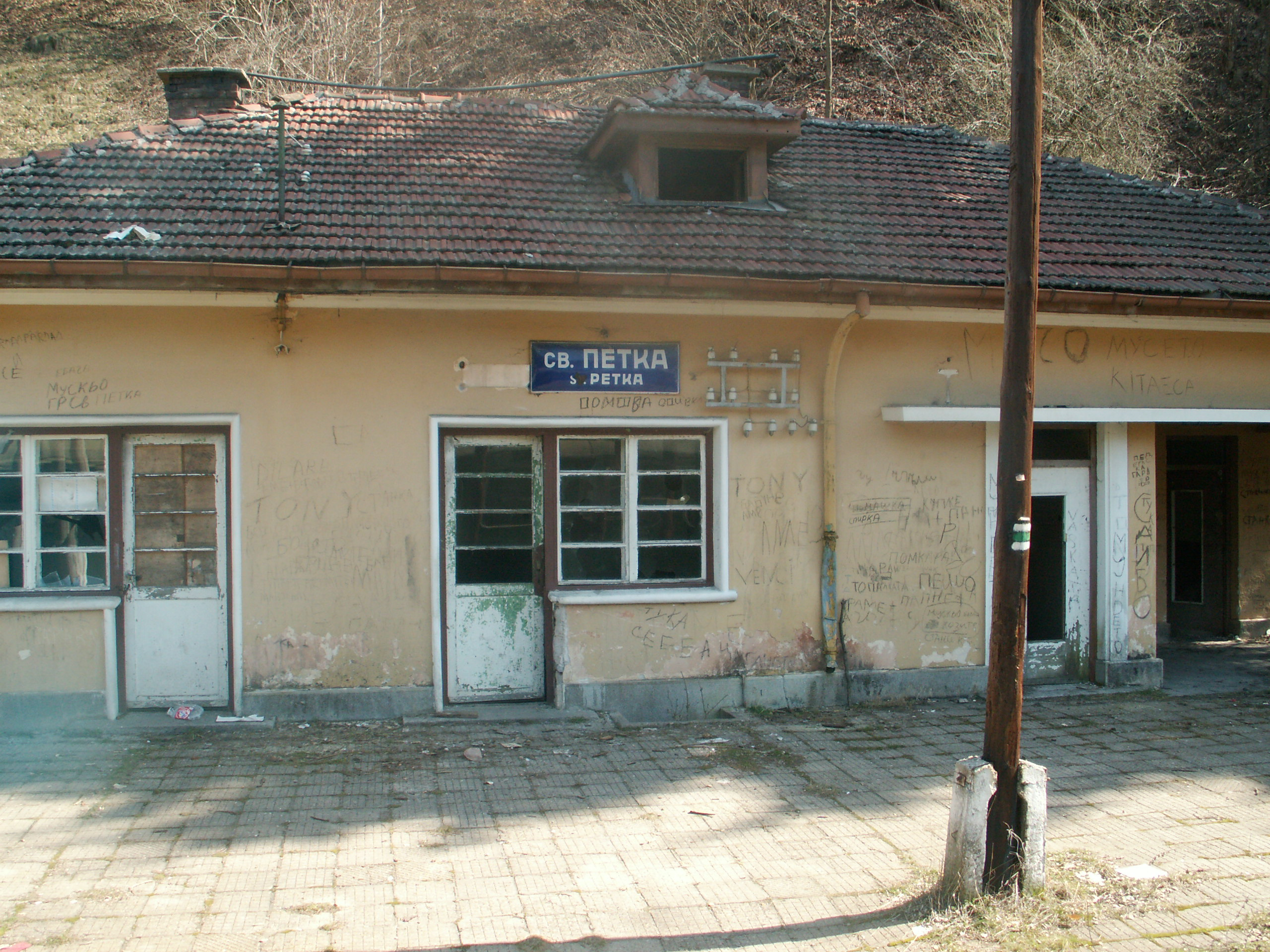
Gare de Sveta Petka
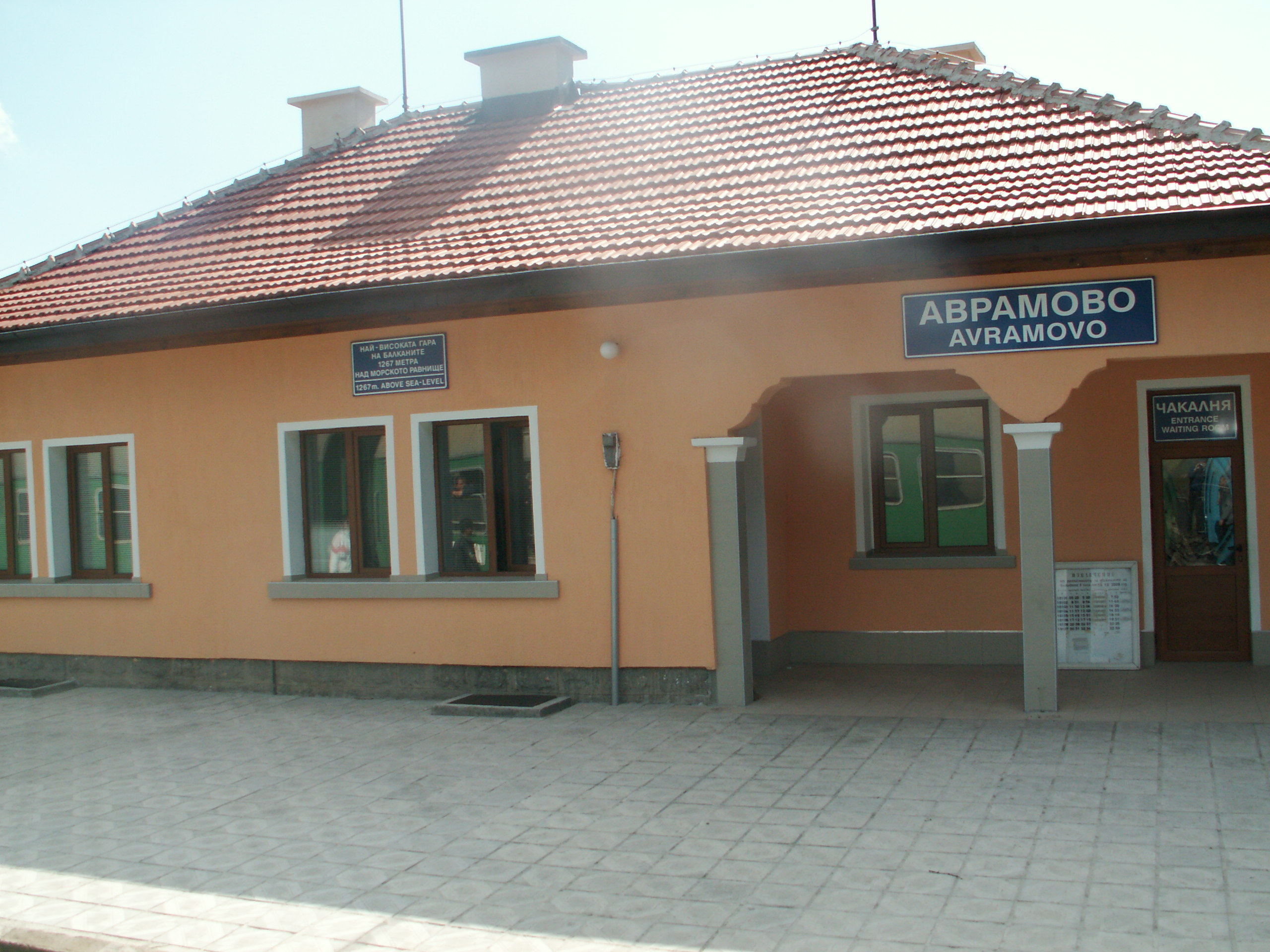
Gare d'Avramovo, après sa rénovation (Pâques 2010)
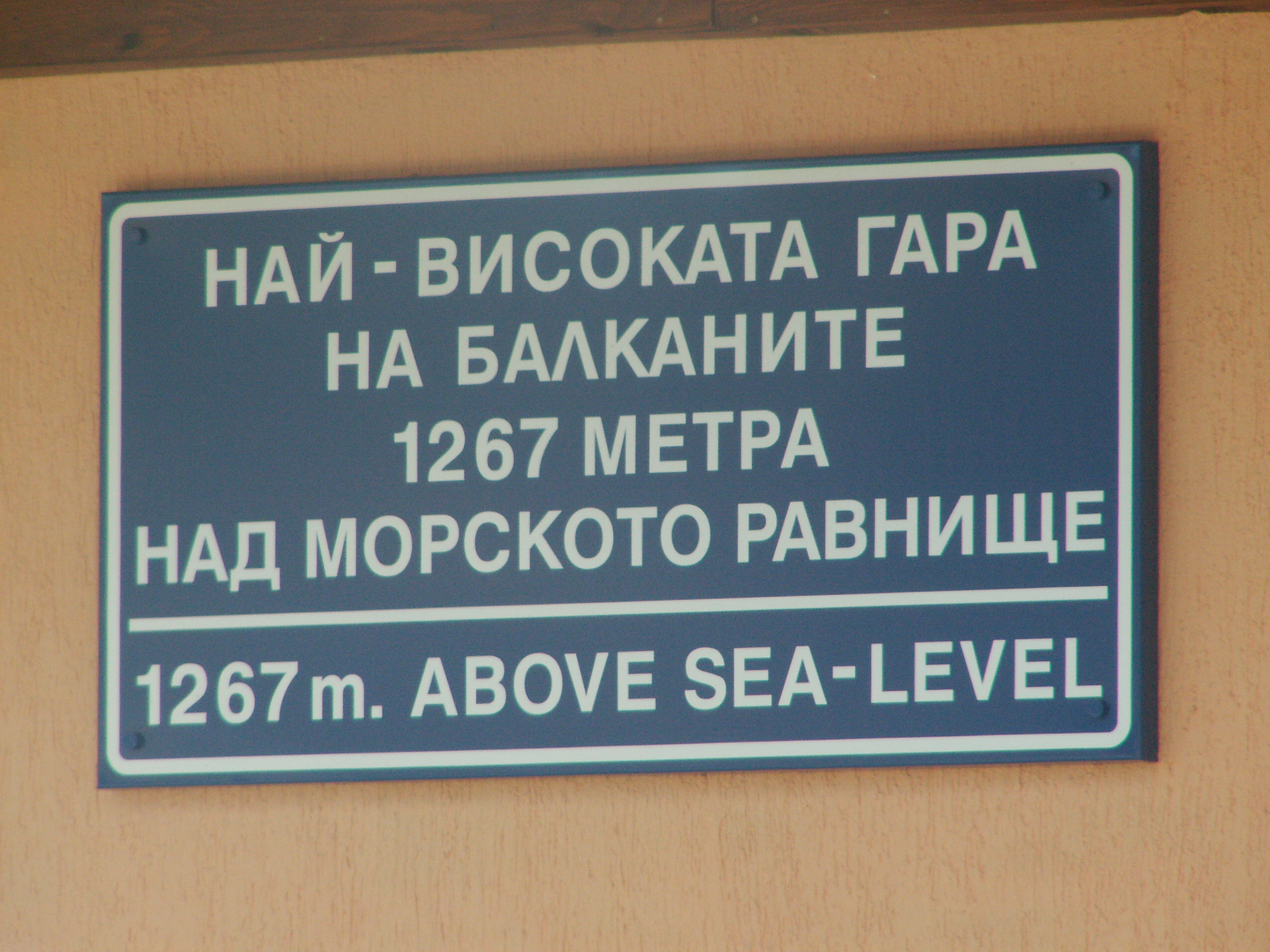
Plaque sur la gare d'Avramovo
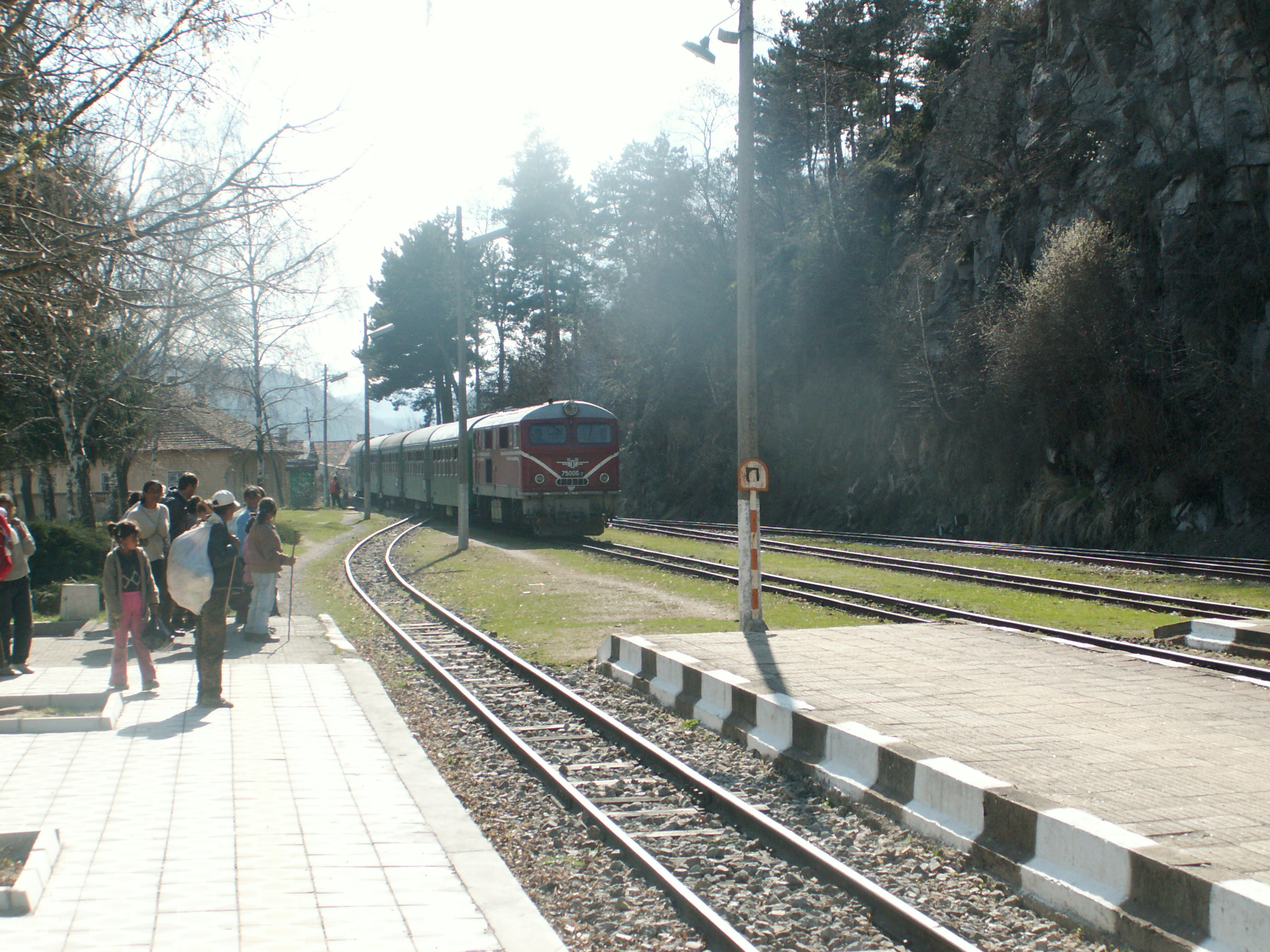
Le train pour Septemvri entrant en gare de Jakoruda
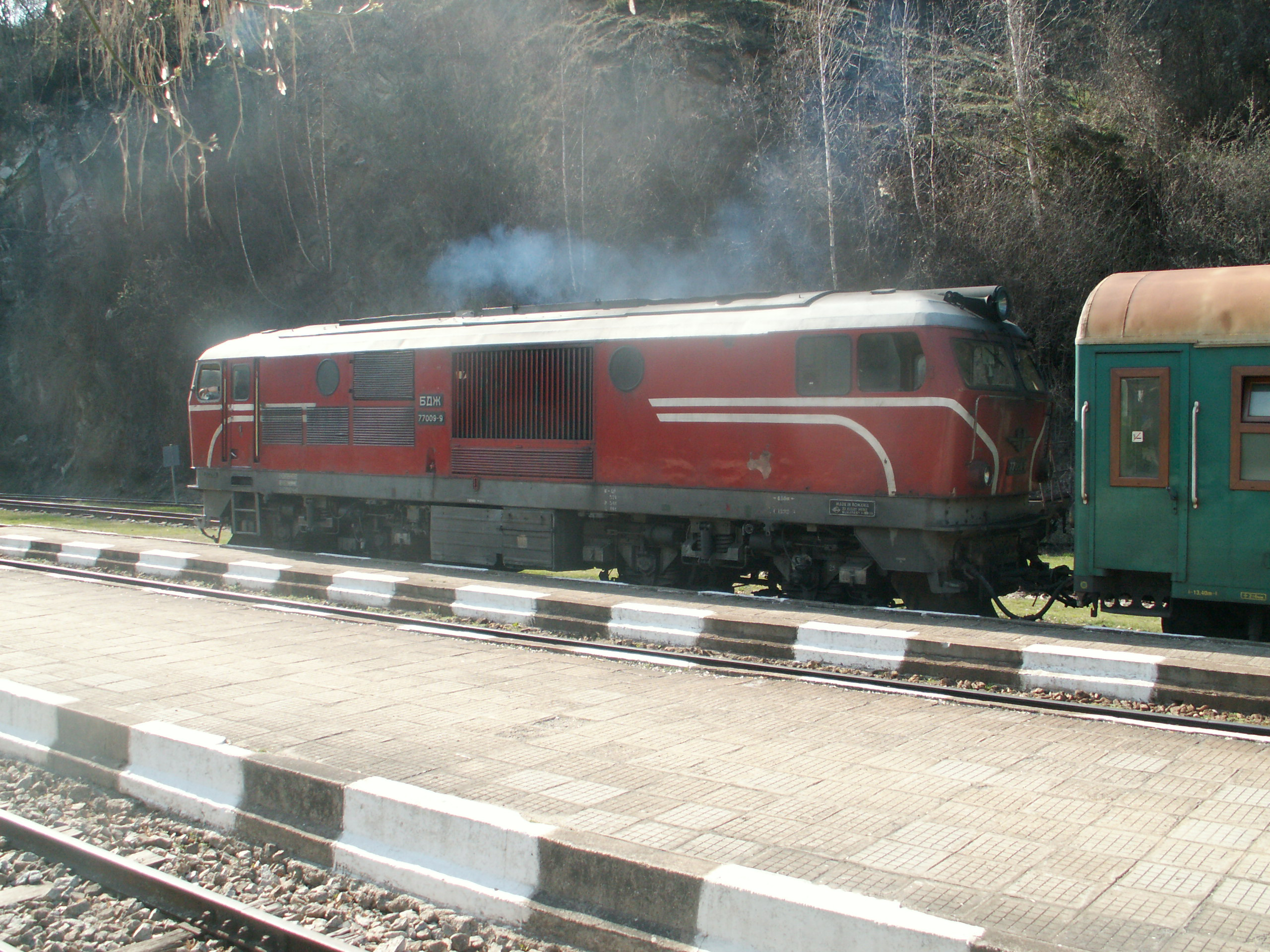
Le train des Rhodopes en gare de Jakoruda
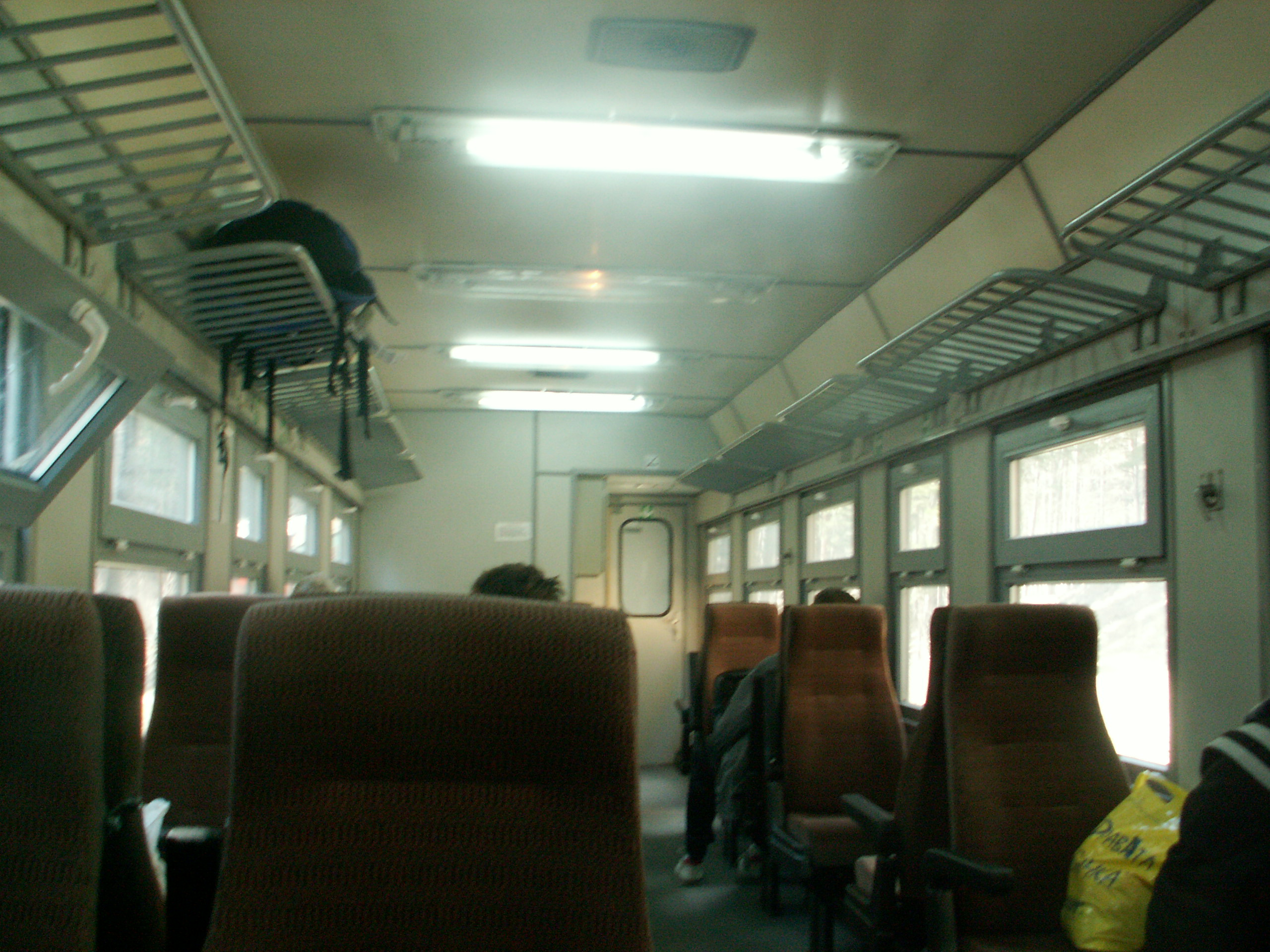
Intérieur d'un wagon récent du chemin de fer des Rhodopes
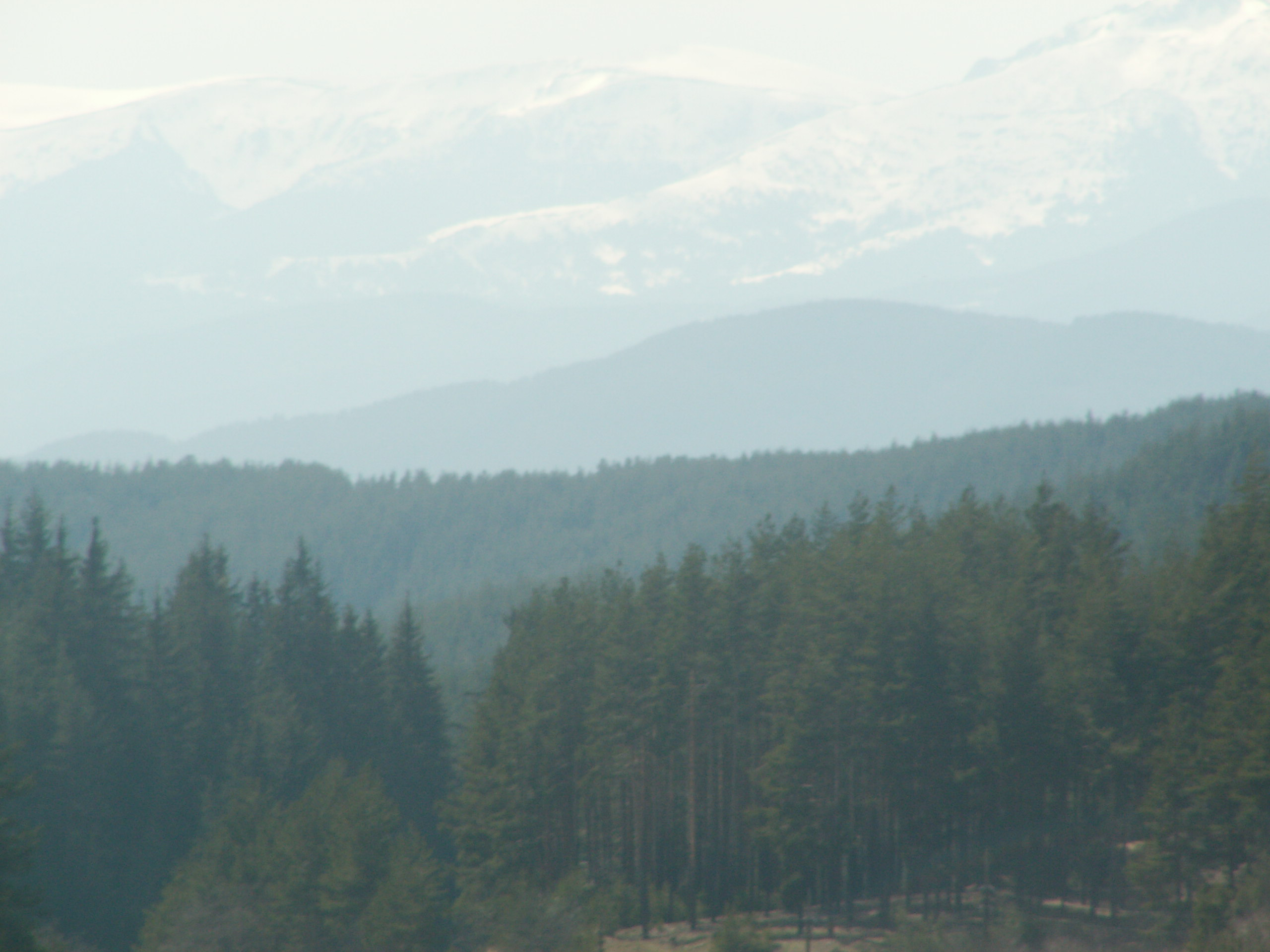
Le massif du Pirin vu depuis le chemin de fer des Rhodopes
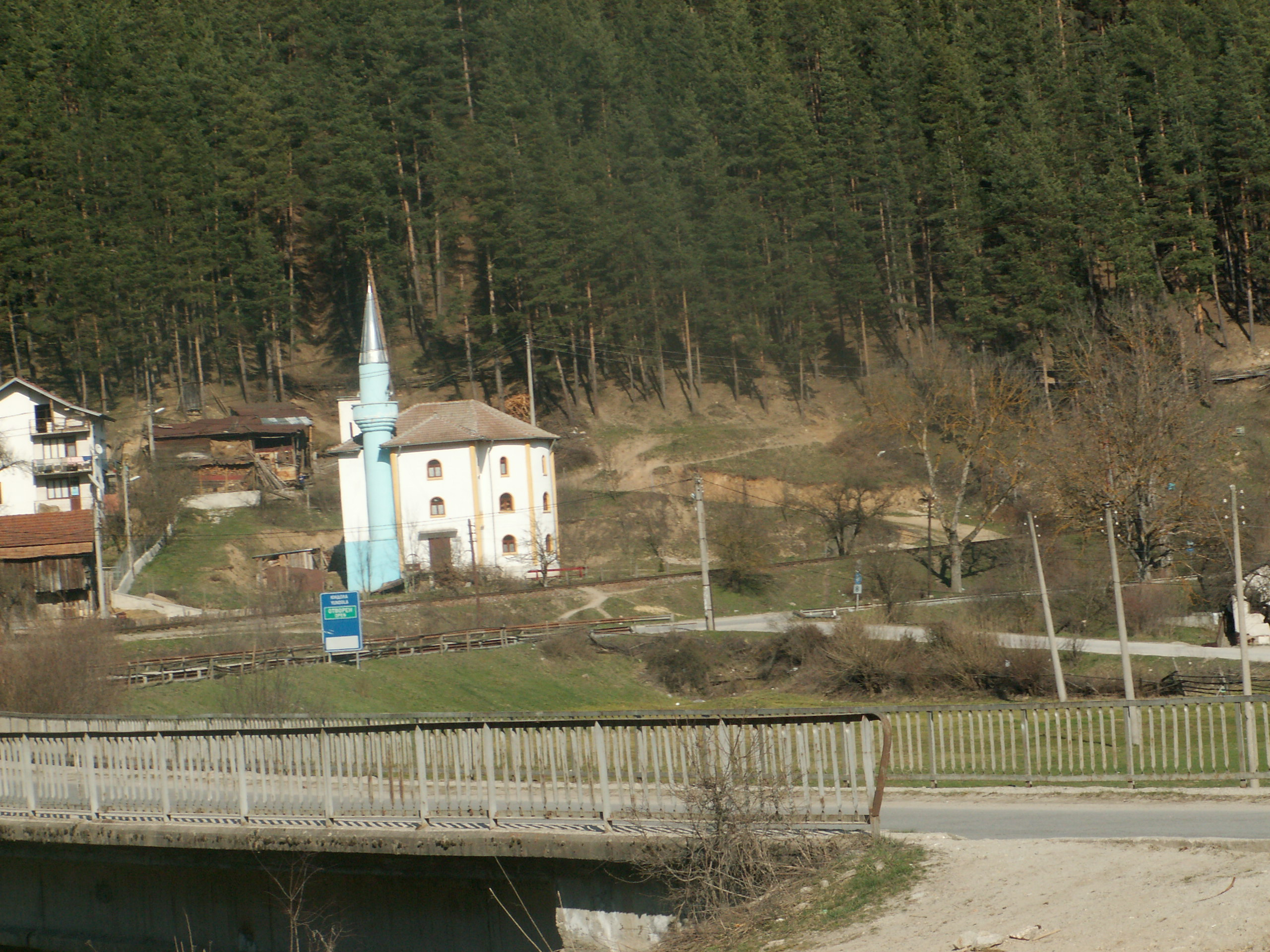
La mosquée de Černa Mesta vue depuis le train